# 罗天池
羅天池（英語：Eddie Law，1978年1月24日—），香港男演員，前無綫電視旗下演員，演出作品有《天天天晴》、《愛·回家 (第一輯)》等。其中以長篇熱播處境劇《愛·回家 (第一輯)》飾演黃茂登一角最為出名。

## 簡歷
羅天池2001年大學畢業後加入無綫電視，出道作是《皆大歡喜（古裝版）》，飾演沒有任何對白的畫師助手。到2003年，他考入第17期無線電視藝員訓練班。早期飾演的角色都是跑龍套、閑角。到2007年開始，他的戲份開始慢慢吃重，在《學警出更》、《畢打自己人》、《天天天晴》、《拳王》等劇集，均有不俗的演出。
羅天池除進行演藝工作外，他還練習拳擊、游泳、踢球等，僅學了一年巴西柔術就贏得冠軍。

## 演出作品

### 電視劇（無綫電視）
2001年 - 2002年
- 皆大歡喜 (古裝) 飾 路人（第39集）、江南七怪（第74集）、侍衛（第90集）、畫師助手（第98集）、富商（第103集）、商人（第112集）、誠實村村民（第121集）、大漢（第132、283集）、畫師（第145集）、打手（第165集）、考生（第178集）、小二（第187、251、253集）、缸瓦鋪夥記（第194集）、家丁（第213集）、衙差（第224集）、丈夫（第230集）、獄卒（第235、280-281集）、奪面雙旗（第263集）、姬子（第289集）、街坊（第303集）、賭仔（第307集）

2002年
- 戇夫成龍 飾 當鋪職員 (第1集)
- 謎情家族 飾 表哥
- 騎呢大狀 飾 碼頭船員

2003年 - 2005年
- 皆大歡喜 (時裝) 飾 Simon（第5集）、侍應（第16集）、檔主（第36集）、海鮮檔店員（第44集）、肥佬（第59集）、衛生幫（第65集）、酒樓經理（第91集）、酒樓夥記（第94集）、西裝友（第100集）、部長（第104集）、食客（第115集）、特約演員（第118集）、威（第133集）、侍應（第146集）、調酒師（第155集），舞蹈學院學員，餐廳經理，大排檔侍應，電梯乘客，茂利大廈保安 、男職員（第204集）、陪審員（第192集）、舞獅頭（第212集）、的士司機（第214集）、助導（第269集）、舞蹈學員（第275、277集）、導演（第306集）、酒樓部長（第310集）、基佬（第341集）、路人（第349集）、泰拳教練（第360集）、送貨工人（第368集）、保安（第373集）、男（第384集）、侍應（第398集）、小販（第409集）、伙記（第415集）、大漢（第425集）、小童父（第436集）

2003年
- 洗冤錄II 飾 樵夫（第5集）、衙差丙（第22集）
- 衛斯理 飾 納爾遜手下
- 金牌冰人 飾 福跟班
- 律政新人王 飾 王品清
- 衝上雲霄 飾 考生（第6集）、乘客（第14集）、AGCC職員（第20集）
- 戀愛自由式 飾 酒樓職員

2004年
- 青出於藍 飾 莊志達
- 爭分奪秒 飾 豹

2005年
- 我師傅係黃飛鴻 飾 山賊
- 心花放 飾 攝影師
- 御用閒人 飾 阿武（揚州城衙差）
- 胭脂水粉 飾 鄧經理
- 妙手仁心3 飾 狗仔隊
- 識法代言人 飾 服飾店保安員、考生、ICAC調查員
- 甜孫爺爺 飾 導演（第13集）
- 施公奇案 飾 劊子手
- 蓋世孖寶 飾 街坊

2006年
- 高朋滿座 飾 細孖
- 潮爆大狀 飾 頭抽
- 火舞黃沙 飾 宋氏子弟
- 鳳凰四重奏 飾 食客、陳老師、黑幫、水喉勇
- 匯通天下 飾 阿祥

2007年 - 2008年
- 同事三分親 飾 主持（第66集）、燈光輝（第210集）

2007年
- 天機算 飾 荷官
- 師奶兵團 飾 執達吏
- 學警出更 飾 邵上希
- 奸人堅 飾 堅手下

2008年
- 師奶股神 飾 記者
- 秀才愛上兵 飾 鄉民
- 法證先鋒II 飾 陳志堅
- 銀樓金粉 飾 鄺棟樑
- 與敵同行 飾 Ben
- 珠光寶氣 飾 Jay

2008年 - 2010年
- 畢打自己人 飾 牢騷嶽

2009年
- 學警狙擊 飾 邵上希
- 老婆大人II 飾 David（第19集）

2010年
- 鐵馬尋橋 飾 林達
- 天天天晴 飾 朱大雄
- 談情說案 飾 陸國平
- 翻叮一族 飾 戴顧東（青年）
- 囧探查過界 飾 MK仔
- 依家有喜 飾 榮記（第58集）
- 刑警 飾 巫有德
- 居家兵團 飾 諸葛河（青年）

2011年
- 你們我們他們 飾 Ben（第5集）
- 仁心解碼 飾 蘇峰
- 真相 飾 吹水全（第16—19集）
- 紫禁驚雷 飾 張飛
- 潛行狙擊 飾 馬榮森（第1集）
- 法證先鋒III 飾 張志威（第1集）
- 天與地 飾 拳館教練

2012年
- 換樂無窮 飾 武
- 拳王 飾 羅濤
- 結·分@謊情式 飾 威（第110集）
- 心戰 飾 酒保
- 護花危情 飾 喬江山（青年）
- 回到三國 飾 費查（第1、25集）
- 飛虎 飾 周耀威（第6集）
- 巴不得媽媽 飾 範橋木
- 雷霆掃毒 飾 喇叭
- 法網狙擊 飾 華錦安（第1集）

2012年 - 2015年
- 愛·回家 (第一輯) 飾 Martin（第18集）、黃茂登（第275-804集）

2013年
- 老表，你好嘢！飾 食環署督察（第1-2、4-5集）
- 初五啟市錄 飾 陳貴（第15集）
- 女警愛作戰 飾 男子（第2集）
- 好心作怪 飾 阿笨（第9集）
- 熟男有惑 飾 余多田
- 情逆三世緣 飾 魯實（1950年代香港）、軍裝警員（第31集）
- 神槍狙擊 飾 Robert
- 巨輪 飾 髮廊老闆（第2集）

2014年
- 叛逃 飾 大舊（第2集）
- 廉政行動2014 飾 細鳳（單元一）
- 忠奸人 飾 吳子文
- 使徒行者 飾 洛威拿
- 名門暗戰 飾 威
- 宦海奇官 飾 索達

2015年
- 張保仔 飾 壯年鄭一

2016年
- 警犬巴打 飾 豹

### 電視劇（ViuTV）
2019年
- 詭探前傳 飾 陳永 / 李康（第17-19集）

### 電影
- 2003年：少年阿虎
- 2004年：江湖 飾 高手下
- 2006年：寶貝計劃 飾 打手
- 2007年：門徒
- 2007年：男兒本色 飾 陳晉手下探員
- 2008年：一個好爸爸 飾 便裝警員
- 2008年：証人 飾 男警員
- 2008年：保持通話 飾 便衣警員
- 2009年：金錢帝國 飾 警員
- 2010年：線人 飾 官湧街街市警員
- 2010年：火龍 飾 文方同僚
- 2010年：婚前試愛
- 2013年：古惑仔：江湖新秩序 飾 大佬B手下
- 2014年：
- 2015年: 碟仙碟仙 飾 姦殺校服女孩的兇手
- 2020年: 乜代宗師 飾 梁震鷹
- 2025年: 哈哈哈新年喜戲

## 外部連結
- 羅天池的新浪微博
- 羅天池在香港影庫上的簡介